# Chotovenka
Chotovenka (německy Kottowenka) je zaniklá vesnice v okrese Teplice. Stávala jeden kilometr jihovýchodně Světce a zanikla v důsledku budování Radovesické výsypky. Zůstalo po ní katastrální území Chotovenka o výměře 1,7 km².

## Název
Název vesnice je odvozen ze slova chotovy, tj. chalupy. V historických pramenech se jméno objevuje ve tvarech: Chotoynie (bez data), Chottoynie (1549), ze vsi Chotewenky (1564), Chotewenka (1565), Chotowenka (1579), Chotowinky (1620), Kuthowenka a Kotowenka (1787), Chotyně, Chotovinky nebo Chotowenka (1833), Kuttowenka (1848), Chotovinky a Kutowänka (1854), Chotovinky a Kuttowenka (1904) a Chotovenka nebo Kottowenka (1923).

## Historie

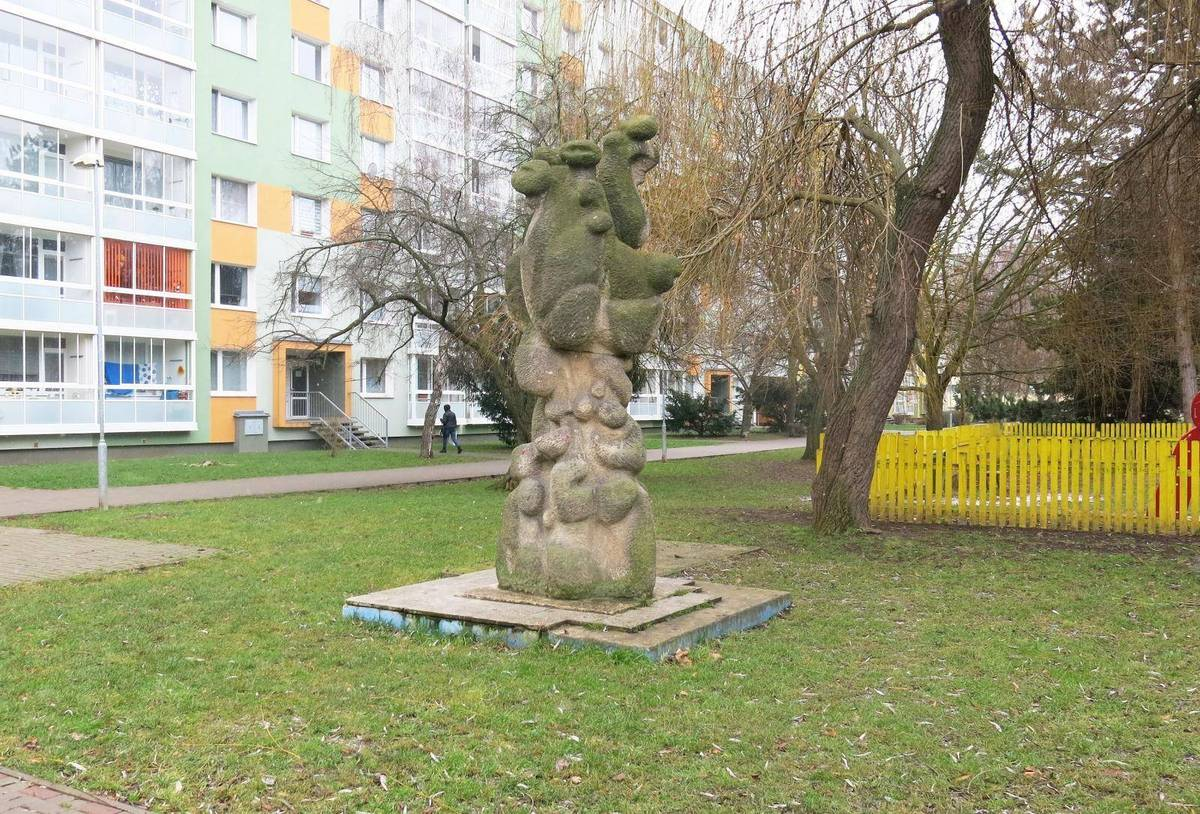
Bílinské sídliště Za Chlumem, kam byli přesídleni obyvatelé Chotovenky

Ačkoliv první písemná zmínka o vesnici pochází podle Antonína Profouse z roku 1549, patřila vesnice už v roce 1426 k majetku Jakoubka z Vřesovic. Předtím však byla v majetku světeckého kláštera, který ji po žalobě podané roku 1471 získal zpět. Od roku 1580 až do zrušení patrimoniální správy vesnici spravovalo pražské arcibiskupství.
Ve druhé polovině devatenáctého století docházely děti z Chotovenky do světecké školy. V roce 1927 byly jedinými registrovanými živnostmi ve vsi hostinec a obuvnictví. Většina obyvatel v té době už pracovala v hornictví. Hnědé uhlí se u vsi dobývalo drobnými šachtami od poloviny devatenáctého století. Větším podnikem byl důl Jindřich, který byl během druhé světové války obnoven a přeměněn na povrchový lom. Z lomu vedla pod vsí chodba s lanovkou, kterou se uhlí dopravovalo do třídírny dolu Patria ve Světci.
Krajina v okolí vesnice byla průmyslem narušena už před druhou světovou válkou. Nacházely se zde pinky po starých dolech, povrchové lomy a vápenky. Po válce byl u vsi zřízen výcvikový prostor se střelnicí sovětské armády. Zbytky zásob uhlí vytěžil v letech 1950–1960 povrchový lom Alois Jirásek, jehož jáma byla zasypávána až do roku 1974.
Roku 1961 se objevily první návrhy na likvidaci vesnice. O deset let později rozhodl teplický okresní národní výbor o uvolnění prostoru pro Radovesickou výsypku a ještě téhož roku byli obyvatelé vsi přestěhováni na bílinské sídliště Za Chlumem.

## Přírodní poměry
Vesnice stávala na úpatí Českého středohoří a protékal jí Štrbický potok. Zdrojem pitné vody byly studny u Štrbic.

## Obyvatelstvo
Při sčítání lidu v roce 1921 zde žilo 376 obyvatel (z toho 184 mužů), z nichž bylo 199 Čechoslováků 177 Němců. Většina se hlásila k římskokatolické církvi, evangelíků bylo čtrnáct, osm lidí patřilo k jiným nezjišťovaným církvím a 135 lidí nevyznávalo žádnou víru. Podle sčítání lidu z roku 1930 měla vesnice 359 obyvatel: 193 Čechoslováků a 166 Němců. Deset z nich bylo evangelíky, 199 římskými katolíky, pět obyvatel se hlásilo k nezjišťovaným církvím a zbývajících 145 lidí bylo bez vyznání.
|                                                                 | 1869 | 1880 | 1890 | 1900 | 1910 | 1921 | 1930 | 1950 | 1961 | 1970 |
| --------------------------------------------------------------- | ---- | ---- | ---- | ---- | ---- | ---- | ---- | ---- | ---- | ---- |
| Obyvatelé                                                       | 105  | 146  | 144  | 311  | 371  | 376  | 359  | 182  | 161  | 131  |
| Domy                                                            | 19   | 24   | 26   | 34   | 40   | 40   | 43   | 42   | —    | 35   |
| Počet domů z roku 1961 je zahrnut v domech místní části Razice. |      |      |      |      |      |      |      |      |      |      |

## Obecní správa
Při sčítání lidu v letech 1869–1971 byla Chotovenka místní částí obce Světec. Jako její část byla uváděna ještě v roce 1975, ale od 1. ledna 1976 se už neuvádí.

## Pamětihodnosti
- Hrázděná kaple[5]
- Pomník obětem válek[5]